# Karl Baedeker
Karl Baedeker (Essen, 3 novembre 1801 – Coblenza, 4 ottobre 1859) è stato un editore tedesco.

## Biografia
Karl Baedeker nacque il 3 novembre 1801 in una famiglia che da molto tempo lavorava nell'ambito tipografico. Studiò a Essen e poi a Hagen e nel 1817 iniziò a lavorare presso il libraio Mohr & Winter di Heidelberg. Infine dal 1819 al 1822 studiò Scienze Umane all'Università di Heidelberg. Dal 1823 al 1825 assistette l'editore Georg Reimer a Berlino. Il 4 ottobre 1829 sposò Emilie Heintzmann (Zarbze, 16 ottobre 1808, Coblenza, 28 luglio 1879). I due ebbero cinque figlie e cinque figli: tre dei dieci intrapresero la carriera del padre.
Il 1º luglio 1836 aprì a Coblenza una casa editrice di guide turistiche omonime, che divennero note in tutto il mondo per l'accuratezza cartografica e l'assoluta precisione. Cinque anni più tardi acquisì la casa editrice di Franz Friedrich Röhling, che aveva pubblicato nel 1828 la prima guida turistica riguardante i territori lungo il Reno Rheinreise von Mainz bis Cöln, Handbuch für Schnellreisende (guida del Reno da Magonza a Colonia, libro tascabile per viaggiatori di fretta), opera dello storico Johann August Klein (1778-1831). Per la seconda edizione rielaborò ed ampliò la guida, affinché si potesse parlare di questa come prima vera guida Baedeker. Il libro venne ristampato tre volte nell'arco di dodici anni.
Baedeker rivoluzionò la letteratura di viaggio e rese i lettori tedeschi indipendenti dalle guide straniere. Le sue guide maneggevoli con la tipica rilegatura rossa e che fornivano consigli per visitare la Germania, l'Austria, la Svizzera, l'Italia e altri paesi europei hanno fatto comprendere come la collana fosse ricca di informazioni di alto livello. Baedeker diede particolare valore alla chiarezza, alla precisione e all'attualità delle sue opere. Tutte le guide furono più volte rielaborate. Nel diciannovesimo secolo e addirittura agli albori del ventesimo il nome Baedeker divenne sinonimo di guida turistica. Karl Baedeker è ancora oggi ritenuto il precursore del turismo di massa, visto che le guide Baedeker - che avevano come modello l'inglese John Murray - concepivano il viaggio come forma di divertimento, che è anche un canone delle guide attuali. Baedeker lavorò sempre con precisione e obiettività, anche se l'aneddotica lo presentava come uno spilorcio nel vero senso della parola. Ogni sua minuziosa professionale caratteriale si trova trattata nell'opera umoristica britannica la vie Parisienne di Alan Patrick Herbert e A. Davies-Adams.
La tomba di Baedeker si trova nel cimitero principale di Coblenza.